# Baglung (distrito)
Baglung é um distrito da zona de Dhawalagiri, no Nepal. Tem como sede a cidade de Baglung.